# Hyrule Warriors
Hyrule Warriors, conocido en Japón como Zelda Musō (ゼルダ無双 Zeruda Musō?, lit. "Zelda Inigualable"), es un videojuego de acción táctica para la consola Wii U desarrollado por Omega Force y Team Ninja, y distribuido por Tecmo Koei y Nintendo. El juego combina el clásico sistema de juego de la serie Dynasty Warriors de Tecmo Koei con el universo de The Legend of Zelda de Nintendo. Fue lanzado el 14 de agosto de 2014 en Japón, el 19 de septiembre en Europa, el 20 de septiembre en Australia y el 26 de septiembre en América. Más tarde, fue lanzada una versión para Nintendo 3DS que incluye la mayoría de los DLC que fueron lanzados para la versión de Nintendo Wii U y con más contenido. Este fue lanzado en Japón el 21 de enero de 2016 y en Europa y América el 24 de mayo y en 2018 se lanzó una versión para Nintendo Switch que incluye todos los DLC y dos nuevos personajes que son las versiones de Link y Zelda de The Legend of Zelda: Breath of the Wild.

## Modos de juego
El juego incluye 4 modos de juego principales: Legend, Free, Adventure y Challenge.

### Legend
Legend cuenta la historia del juego. A través de una serie de niveles iremos conociendo como se suceden unos acontecimientos en el Reino de Hyrule (Hyrule Kingdom).
El reino de Hyrule está en peligro debido al ataque de una malvada hechicera que ansía obtener el poder de la Trifuerza. Cuando la hechicera Cya, ayudada por Volga, el caballero dragón, y Wizro, un espectro con poderes mágicos, consigue reunir los fragmentos de la Trifuerza, utiliza su poder para crear unos portales espacio-temporales e invocar un poderoso ejército para amenazar la paz de Hyrule. Los héroes de Hyrule se ven forzados a partir en un largo viaje a través del espacio y del tiempo para poder derrotarla. Una vez que Cya es derrotada, los portales se cierran y la paz parece restablecida, pero de nuevo surge una amenaza sobre Hyrule . Ganondorf, ha resucitado y se propone conquistar Hyrule. Tras duras batallas los héroes consiguen detener y volver a sellar a Ganondorf, restableciendo el orden y la paz de nuevo en Hyrule.

#### Personajes
- Link: es un joven aprendiz de caballero y poseedor del fragmento de la Trifuerza del Valor.
- Impa: es la jefa de la Tribu Sheikah y maestra de armas del ejército de Hyrule.
- Sheik: es una Joven Sheikah. Parece guardar una relación con la princesa Zelda.
- Lana: es una misteriosa hechicera y poseedora del fragmento del Power Tri-Force. Parece estar enamorada de Link y guarda una estrecha relación con Cia.
- Zelda: es la princesa de Hyrule y poseedora del fragmento de la Trifuerza de la Sabiduría.
- Darunia: es el jefe de la Tribu Goron. Perteneció a la era de The Legend of Zelda: Ocarina of Time.
- Ruto: es la Princesa de la Tribu Zora. Perteneció a la era de The Legend of Zelda: Ocarina of Time.
- Agitha: es una joven que se denomina a sí misma como la Princesa de los Insectos. Perteneció a la era de The Legend of Zelda: Twilight Princess
- Midna: es la Princesa del Crepúsculo. Perteneció a la era de The Legend of Zelda: Twilight Princess.
- Fi: es el espíritu que habita dentro de la espada sagrada. Perteneció a la era de The Legend of Zelda: Skyward Sword.
- Midna Real :Es la forma completa de midna.
- Link Niño: Como su nombre lo indica es la versión de niño de Link. Es el poseedor de la espada Kokiri, la Ocarina del Tiempo y la máscara de la Fiera Deidad. Perteneció a la era de The Legend of Zelda: Majora's Mask.
- Tingle: Es un extraño hombre de baja estatura obsesionado con los duendes y las hadas. Él puede brincar por todo el escenario y su única arma es el Globo (su medio de transporte en Majora's Mask. Perteneció a la era de The Legend of Zelda: Majora's Mask.
- Linkle: Es la versión femenina de Link. Viste ropas verdes y una brújula colgada al cuello que ataca principalmente con ballestas.
- Toon Link: La versión animada y cómica de Link. Vive en Initia Island con su abuela y su hermana April. Es el poseedor del Batula of the Winds. Perteneció a la era de The Legend of Zelda: Wind Waker
- Tetra: Pirata que surca los mares en busca de tesoros.
- Daphness Nohansen Hyrule: El rey de las tierras de Hyrule antes del Great Flood.
- Medli: Una chica ave que no puede volar perteneciente a The Legend of Zelda: The Wind Waker
- Marin: Es una chica joven que vivió en Koholint Island. Su única arma es el White Sea Bell. Perteneció a la era de The Legend of Zelda: Link's Awakening
- Toon Zelda: La versión animada de Zelda. Es un fantasma que puede poseer una armadura. Le tiene miedo a los ratones. Perteneció a la era de The Legend of Zelda: Spirit Tracks.
- Ravio: Es la versión de Link de Lorule. Tiene como arma un saco con bombas, un boomberang y su propio saco. Perteneció a la era de The Legend of Zelda: A Link Bewteen Worlds.

#### Enemigos
- Ganondorf: es el Rey de los demonios. Renace al liberarse los cuatro fragmentos malignos que estaban sellados.
- Zant: es el tirano del Crepúsculo. Durante The Legend of Zelda: Twilight Princess, maldijo al héroe y a Midna y usurpó su trono en Twilight Realm.
- Ghiraim: es el Señor de los demonios. Durante The Legend of Zelda: Skyward Sword, sirvió al ser maligno Demise.
- Cya: es una joven pero malvada hechicera. Parece estar enamorada de Link y guarda una estrecha relación con Lana.
- Volga: es un caballero dragón que ayuda a Cya en su malvado plan.
- Wizzard: es un espectro con poderes mágicos que ayuda a Cya en su malvado plan.
- Skull Kid: Un personaje que un día roba la Majora's Mask, el cual le vuelve maligno y planea destruir Términa.
- Yuga: Es un hechicero que tiene el poder de transformarse a sí mismo en cuadro. Su única arma es su Cetro Mágico con ella es capaz de convertir en cuadros a los enemigos. Perteneció a la era de The Legend of Zelda: A Link Between Worlds.

#### Jefes
- King Dodongo: es un dinosaurio gigante. Tiende a aspirar a sus presas.
- Gohma: es un artrópodo cíclople. Utiliza un poderoso ácido como método de ataque.
- Manhandla: es una planta gigante con cuatro cabezas. Lanza ráfagas de semillas por cada una de sus cabezas. Parece ser débil al búmeran.
- Argarok: es un dragón acorazado. Lanza ráfagas de aire y bolas de fuego como forma de ataque. Tiene un extraño apéndice en la cola.
- The Imprisoned: es una bestia gigante que guarda en su interior el poder de Demise. Su único punto débil se encuentra en los dedos de sus pies.
- Ganon: es la forma de bestia de Ganondorf. Posee una fuerza increíble y es casi indestructible pero es vulnerable a las flechas de luz.

### Modo Libre
Se trata de un modo que permite repetir con cualquier personaje las fases del modo Leyenda que ya se han completado.

### Modo Aventura
Se trata de un modo de juego con inspiración retro. Consta de un mapa con diferentes fases, cada una con sus objetivos. Para desbloquear ciertas recompensas es necesario utilizar objetos que se van obteniendo al completar algunas fases. En este modo de juego se pueden desbloquear cuatro personajes y armas más poderosas, así como obtener nuevas skulltullas doradas.

### Modo Desafío
Se trata de un modo de juego que permite jugar una fase determinada con cualquier personaje. El objetivo es cumplir los objetivos lo más rápido posible.

## Nuevo contenido
En la versión para 3DS de Hyrule Warriors Legends, se introdujeron algunos cambios.
- El nivel máximo de los personajes se establece en 100.
- Cya, Volga y Wizzard no son personajes manejables desde el inicio del juego.
- Personajes que eran de DLC como Tingle, ahora pasan a ser desbloqueables sin necesidad de pago.
- El número de usos de amiibo por día pasa de 3 a 5.
- Se introducen 5 nuevos personajes que pueden ser utilizados en la versión de Wii U con un código. Estos personajes son: Linkle, Skull Kid, Toon Link, Tetra y Daphness Nohansen Hyrule.
- El modo Aventura también sufre algunos cambios de historia y se añade la historia de Linkle con 5 nuevas misiones.
- Se añaden estatuas búho en algunas misiones y la ocarina para transportarse entre ellas.
- Se añaden hadas, que pueden ser obtenidas en el modo Leyenda y que sirven como invocación, además de poder obtener comida y ropa para ellas en el juego.
- Se añade un modo StreetPass y SpotPass que descargan información de otros jugadores para el modo Leyenda. De esta forma, venciendo a estos personajes, se obtienen materiales y armas mejores.

## DLC
Poco después del lanzamiento del juego se anunciaron nuevos contenidos vía DLC. El primer DLC fue gratuito y se trató de la adición de Cia, Volga y Wizzard como personajes controlables. También se anunciaron otros 4 DLC de pago, cada uno con nuevo contenido. Los nuevos contenidos, como nuevos personajes, atuendos, armas o modos de juego, se repartieron entre el DLC de ToZ:Master Quest, El DLC de ToZ:Twilight Princess, el DLC de ToZ:Majora’s Mask y el DLC de Jefes. Este contenido se puede adquirir tanto de forma individual como en forma de Season Pass.